# Blason du Bas-Rhin
Le blason du Bas-Rhin est un symbole héraldique élaboré par le dessinateur français Robert Louis en 1947 et utilisé comme armes le département du Bas-Rhin. Sa composition est inspirée du blason de l’ancien landgraviat de Basse-Alsace dont le territoire historique correspond approximativement au département actuel.

## Histoire

### Origines seigneuriales
L’histoire du blason du Bas-Rhin remonte au XIIIe siècle et se trouve liée aux armes personnelles des comtes de Werd . Originaire d'un château près d’Erstein et Matzenheim, cette famille noble s’est vu confier en 1196 l’administration d’un fief par l’empereur Henri VI du Saint-Empire romain germanique  : il s’agit du landgraviat de Basse-Alsace formé au début du XIIe siècle pour remplacer le comté de Nordgau. Les premières armoiries des comtes de Werd apparaissent sur un sceau en 1225 avant d’être totalement transformées à une date indéterminée. La plus ancienne représentation du nouveau blason familial date de 1262, à l’époque de la bataille de Hausbergen qui opposa les bourgeois de la ville impériale libre de Strasbourg au prince-évêque. Engagé aux côtés de ce dernier, le comte Sigebert de Werd est fait prisonnier par les Strasbourgeois puis intègre leurs rangs. Son sceau et ses armes figurent sur le parchemin entérinant cette alliance : une inscription identifie le comte en tant que « landgrave en Alsace » (en latin : S.Sigeberti.Lantgravii.Alsatie) .

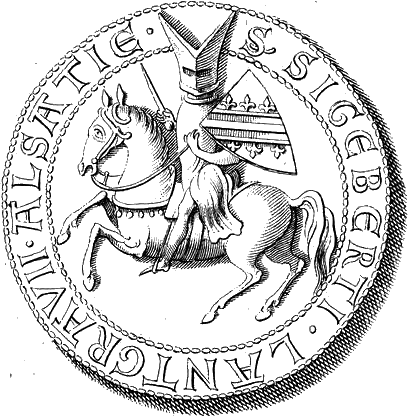
Sceau de Sigebert de Werd en 1262
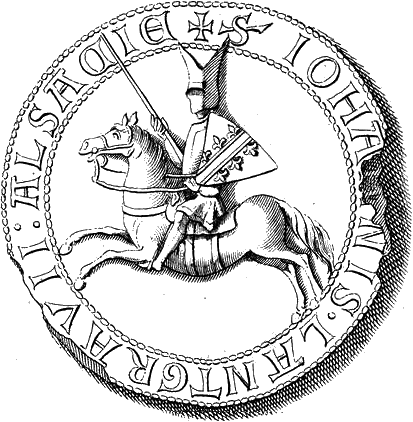
Sceau de Johann de Werd en 1292
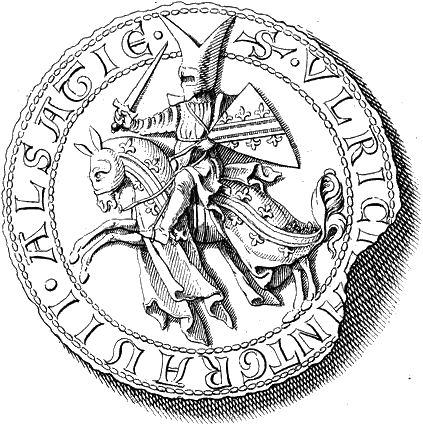
Sceau d'Ulrich de Werd en 1308
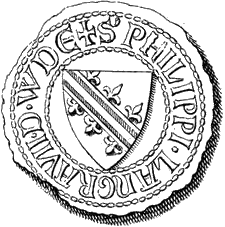
Sceau de Philipp de Werd en 1308
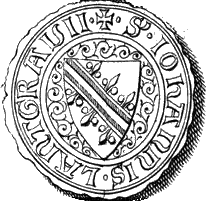
Sceau de Johann II de Werd en 1354

Les armes personnelles des comtes de Werd deviennent alors celles du landgraviat de Basse-Alsace. Les couleurs de leur écu sont décrites pour la première fois par un rôle d’armes anglais à la fin du XIIIe siècle. Le blasonnement se présente ainsi : de gueules à la bande d’argent accompagnée de deux cotices d’or fleuronnées, à savoir un écu de fond rouge traversé en diagonale par une bande blanche accompagnée des deux côtés par une baguette jaune décorée de fleurs de lys . Ces dernières sont parfois remplacées par des trèfles selon les représentations du blason .

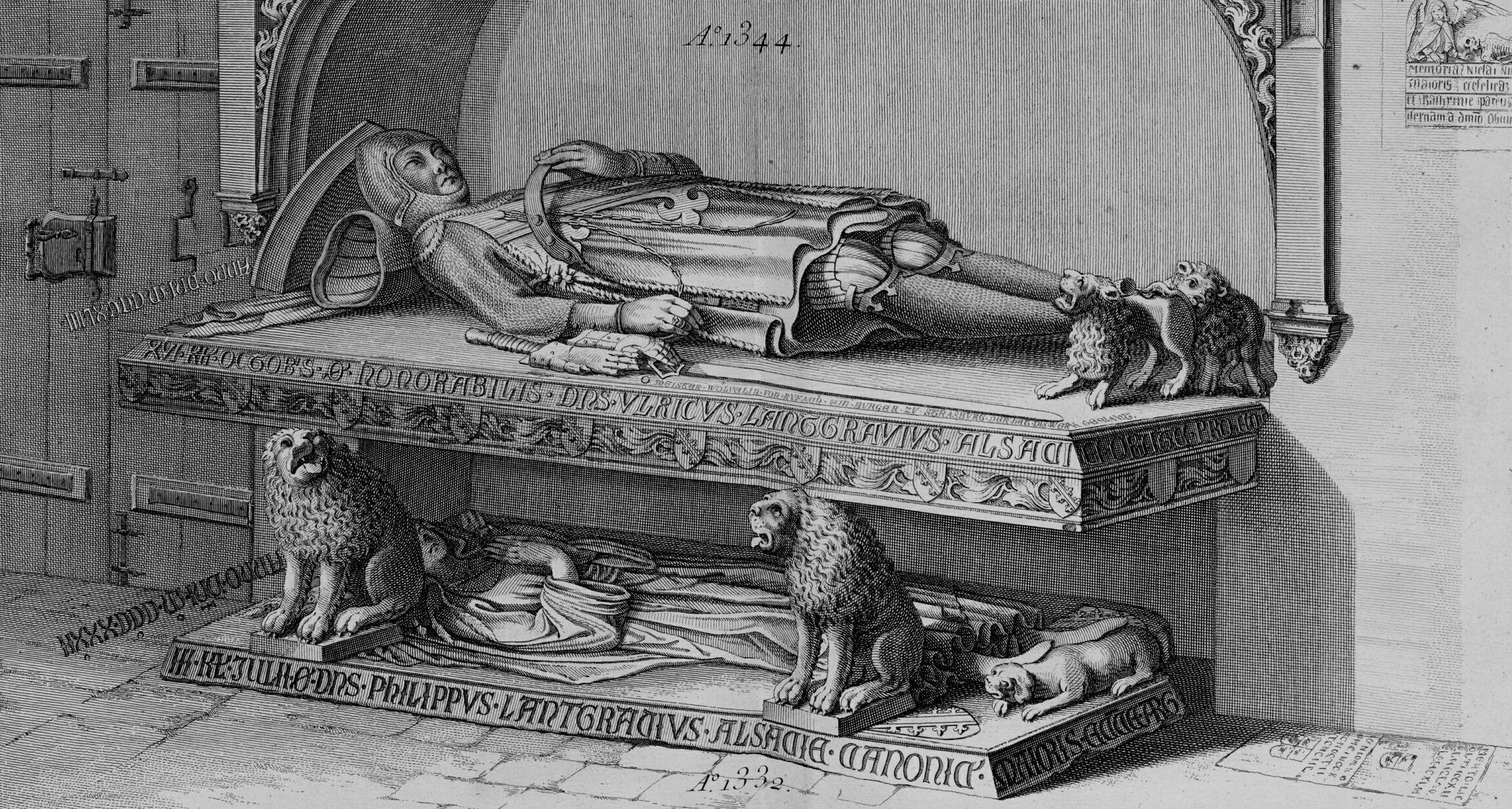
Représentation du gisant du comte Ulrich de Werd dans l'église Saint-Guillaume de Strasbourg réalisée par Jean-Daniel Schoepflin en 1761.

Après la mort de Sigebert en 1278, les sceaux utilisés par ses frères Johann en 1292 et Ulrich en 1308 représentent toujours les mêmes armes. Celles-ci apparaissent par ailleurs dans l’église Saint-Guillaume sur le tombeau d’Ulrich mort en 1343. Sculpté par Woelflin de Rouffach, le monument funéraire représente le landgrave armé et équipé de toutes pièces : les armoiries seigneuriales figurent sur la cotte d’armes du seigneur, sur la frise décorative du socle et sur l’écu qui était posé contre le heaume avant d’être détruit en 1792 par des troubles révolutionnaires. En dessous du tombeau d’Ulrich se trouve la plaque funéraire de son frère aîné, Philipp de Werd, chanoine et landgrave mort en 1332, sur laquelle apparaît également le blason effacé ultérieurement .

### Armoiries épiscopales

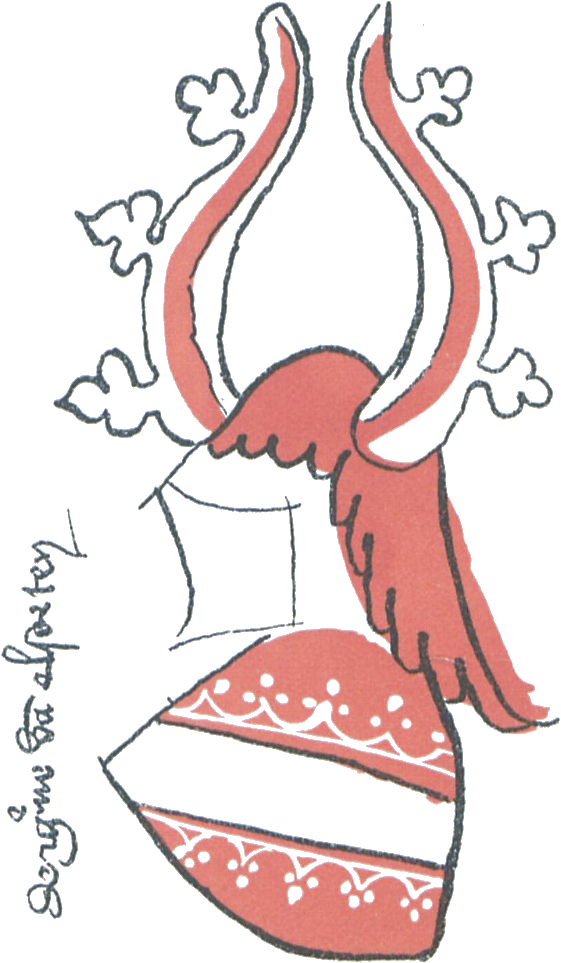
Armoiries de la Basse-Alsace avec la mention « Der Greve van Elsoeten » (en français : le comte d'Alsace) dans le Wappenbuch von den Ersten à la fin du XIVe siècle.

L’affaiblissement des comtes de Werd entraîne la vente de leurs possessions qui sont achetées par la principauté épiscopale de Strasbourg en 1359 . À la suite de la mort de Johann II de Werd en 1376, les territoires du landgraviat sont donnés au prince-évêque de Strasbourg par Wenceslas de Luxembourg, roi des Romains, qui lui confère le titre de « landgrave en Basse-Alsace » en 1384. Celui-ci se transmet aux évêques successifs et les armoiries des comtes de Werd sont combinées progressivement avec celles de l’évêché .
Une première représentation colorée du blason de la Basse-Alsace apparaît dans l'armorial Van den Ersten réalisé entre 1379 et 1389. L’écu se trouve surmonté d'un cimier composé de deux cornes rayées blanc-rouge-blanc, chacune portant trois ornements en forme de fleur de lis qui reproduisent la cotice fleuronnée. Il figure dans plusieurs recueils comme l’Armorial de Wernigerode et le Codex Rocholz réalisés vers 1500 . Au cours du XVIe siècle, les sceaux et monnaies des prince-évêques de Strasbourg représentent couramment le blason de la Basse-Alsace mêlées à celui de l’évêché et aux armes personnelles du prélat . Entre 1607 et 1625, le prince-évêque Léopold de Habsbourg réunit le titre de landgrave de Basse-Alsace avec celui de Haute-Alsace que détient l’archiduché d’Autriche et la Maison de Habsbourg dont il est issu : les armoiries épiscopales rassemblent alors les deux blasons .
À la suite des traités de Westphalie de 1648, les seigneuries et villes libres alsaciennes sont progressivement rattachées à la France au cours du XVIIe siècle. L’ensemble est désigné sous le nom de « Généralité d’Alsace » ou « province d’Alsace » par le pouvoir monarchique . Le blason de Basse-Alsace perdure et se trouve parfois combiné avec celui de Haute-Alsace pour former les armoiries de la province française nouvellement formée. Plusieurs membres de la Maison de Rohan deviennent prince-évêques de Strasbourg et landgraves de Basse-Alsace. Ils ajoutent les armes familiales aux armoiries combinées et conservent le titre jusqu’à la Révolution française . Le blason du landgraviat de Basse-Alsace disparaît alors des armes épiscopales de Strasbourg en 1789.

### Usages contemporains

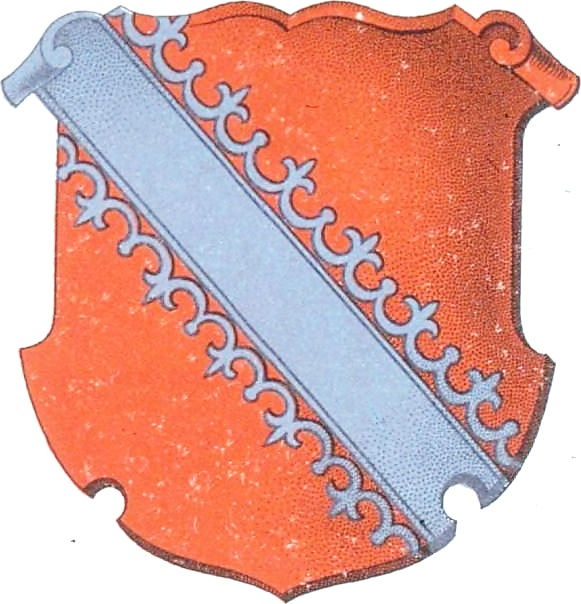
Blason du district de Basse-Alsace par Schoenhaupt et paru dans Armorial des communes d’Alsace en 1900.

La Révolution française provoque la disparation des provinces qui sont remplacées par des départements en 1790. Ceux-ci ne comportent pas d’armoiries, symboles de l’Ancien Régime aboli. À la fin du XIXe siècle l’héritage héraldique refait surface dans les territoires français annexés par l’Empire allemand en 1871 et formant le Reichsland d’Alsace-Lorraine. Au sein de celui-ci, le département du Bas-Rhin devient alors le district de Basse-Alsace (en allemand : Bezirk Unterelsass) dont la dénomination fait référence au landgraviat médiéval. À l’inverse de la France, les États allemands ont conservé leurs armoiries traditionnelles . Un blason n’existant pas pour symboliser le Reichsland, les districts de Basse et Haute-Alsace sont désignés par les armes des landgraviats historiques. Le blason de l’ancien duché de Lorraine est utilisé pour celui du district de Lorraine (en allemand : Bezirk Lothringen). En décembre 1891, un décret impérial de Guillaume II dote officiellement l’Alsace-Lorraine d’armoiries qui combinent les blasons des trois districts sur un écu surmonté d’une couronne princière et porté par un aigle impérial allemand. Une ordonnance suit et prescrit l’emploi de cet aigle comme sceau par les autorités dans le Reichsland . L’usage des blasons individuels se fait pour identifier chaque district comme dans l’œuvre de l’artiste héraldiste mulhousien Louis Schoenhaupt. Celui-ci travaille à la fin du XIXe siècle sur un recueil de blasons coloriés de toutes les communes alsaciennes à travers 180 planches inspirées de l’Armorial de la Généralité d’Alsace dressé à partir de 1696 sur ordre de Louis XIV . Les derniers travaux de Schoenhaupt sont publiés en 1900, soit cinq ans après sa mort, sous le titre Armorial des communes d’Alsace y compris les pierres-bornes avec des notices sur chaque commune dans lequel figure alors le blason du district de Basse-Alsace .
Le rattachement de l’Alsace-Lorraine à la France après la Première Guerre mondiale rétablit les départements du Bas-Rhin, du Haut-Rhin et de la Moselle au détriment du Reichsland disparu en 1918. Ses armoiries, sans aigle ni couronne, continuent d’être utilisées officieusement et à subsister sur le fronton d’un édifice de la place de la République à Strasbourg, occupé désormais par la préfecture administrative du Bas-Rhin . Les autorités françaises de la Troisième République se désintéressent de la question héraldique, réputée à tort ne concerner que la noblesse royaliste. L’intérêt pour les blasons alsaciens est ravivé par l’illustrateur Jean-Jacques Waltz, dit Hansi, qui publie un ouvrage intitulé L’art héraldique en Alsace en trois volumes édités par Berger-Levrault entre 1938 et 1949. Une des planches composant le document représente côte-à-côte les armes des landgraviats de Haute et de Basse-Alsace . Pour le blason de ce dernier, Hansi respecte la tradition héraldique de représenter les cotices fleuronnées de couleur jaune entourant la bande blanche.
À la fin de la Seconde Guerre mondiale, la question héraldique se pose à nouveau. Les armoriaux sur le sujet sont jugés à cette époque comme inachevés, incomplets, composés à la hâte ou sans méthode scientifique : il s’agit de l’Armorial de la Généralité d’Alsace de 1696, des travaux de Louis Schoenhaupt à la fin du XIXe siècle et des publications de Hansi. Bernard Cornut-Gentille, président honoraire de la Société pour la conservation des monuments historiques d’Alsace, est nommé préfet du Bas-Rhin le 26 mai 1945 . Il prend alors la résolution d’associer l’administration départementale à la composition d’un armorial des communes du Bas-Rhin initié par Paul Martin, conservateur du Musée historique de Strasbourg. La publication d’un recueil héraldique officiel et indiscutable a été rendue possible par l’initiative du préfet avec l’appui du conseil général du Bas-Rhin. Une commission départementale d’héraldique est ainsi créée par arrêté préfectoral le 7 novembre 1946 sous la présidence de Bernard Cornut-Gentille. Composée de plusieurs archivistes, bibliothécaires, conservateurs de musée et historiens, la commission est chargée de fixer, après une analyse approfondie, les blasons des communes bas-rhinoises et en premier lieu celles du département. Pour celui-ci, elle adopte les armoiries de l’ancien landgraviat de Basse-Alsace dont les cotices fleuronnées sont désormais blanches et non plus jaunes comme l’avait conçu Schoenhaupt,. Chaque blason est réalisé par Robert Louis, dessinateur-héraldiste des services officiels, chargé de la symbolique militaire du Ministère de la Guerre à Paris. Les travaux de la commission paraissent dans Les armoiries des communes du Bas-Rhin. Le premier tome, dans lequel apparaissent le blason du département, est édité en 1947 : les armes du Bas-Rhin, en couleur, sont accompagnées par leur blasonnement et un commentaire de Paul Martin sur leur origine historique.